# Inno ad Aton

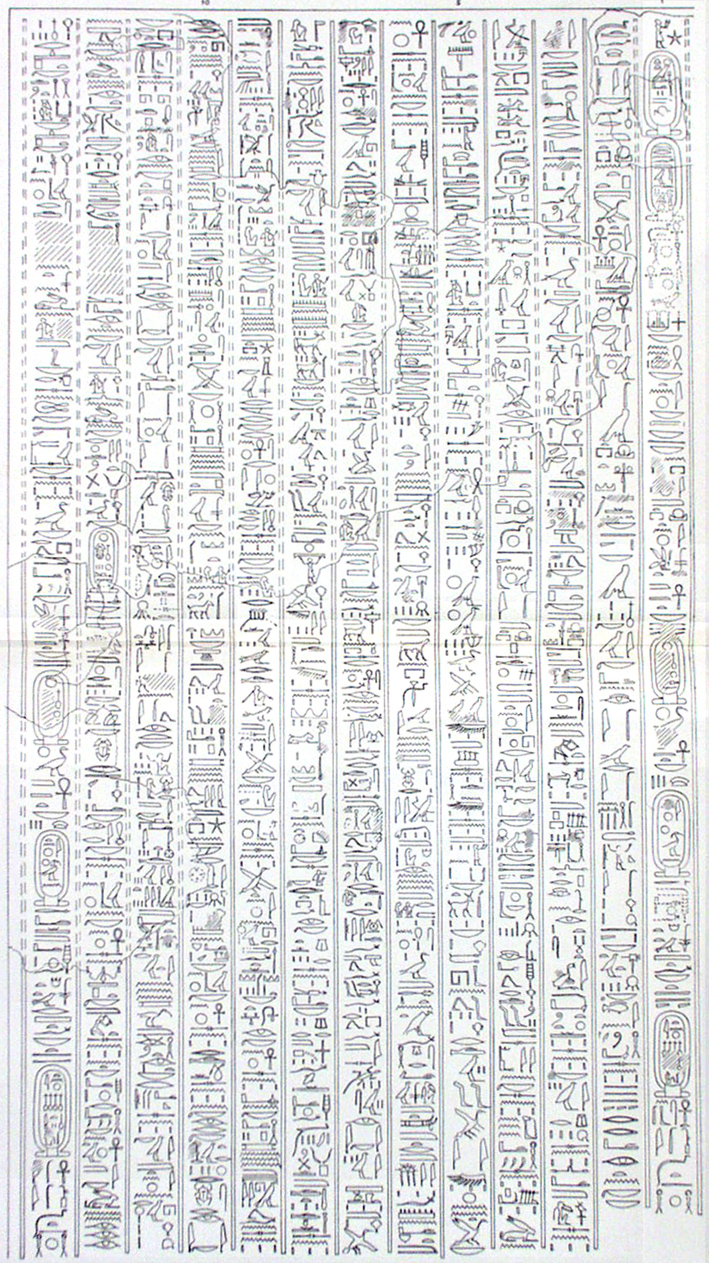
L'Inno ad Aton sulla stele di Amarna

L'Inno ad Aton, conosciuto anche come Grande inno ad Aton o Inno al Sole, è considerato un importante testo teologico e letterario dell'antico Egitto
,
e uno degli esempi più antichi di inno.
Viene attribuito al faraone Akhenaton, e ci offre uno scorcio sull'espressione artistica dell'epoca dell'atonismo.
Sono state trovate diverse versioni simili in tombe di dignitari di Akhenaton ad Amarna, come nella tomba del nobile Huya, ma il testo più completo del documento è stato restituito dalla tomba del faraone Ay, inciso sulla roccia del corridoio d'ingresso.
Gli Ebrei scriveranno in seguito testi simili, così come consigli di saggezza, nel Libro dei Salmi di Re David, nel Libro dei Proverbi di Re Salomone e nell'Ecclesiaste.

## Traduzioni
Francese
- Traduction Fondation J.-E. Berger, su bergerfoundation.ch.
- Traduction Projet Via Lupo, su vialupo.jcldb.com.
- Traduction HISTOREL: l'Histoire des Religions, su historel.net.
- Traduction de Pierre Gilbert (A. Eggebrecht, L'Égypte ancienne, p. 238), su bubastis.be. URL consultato il 27 giugno 2009 (archiviato dall'url originale il 15 agosto 2009).
- Traduction réalisation Égyptos, su egyptos.net.
- Traduction (extrait) par l'Université du Québec à Montréal: L'Égypte des pharaons, su unites.uqam.ca. URL consultato il 27 giugno 2009 (archiviato dall'url originale il 1º febbraio 2011).